# Иоселиани, Павел Николаевич
Павел Николаевич Иоселиани (20 февраля 1920 — 14 ноября 2017) — советский и российский тренер, Заслуженный тренер РСФСР и СССР по плаванию. Судья всесоюзной категории по водному поло (1954).

## Биография
Родился 20 февраля 1920 года в Грузии. Его отцом был Николай Анисимович Иоселиани ― член знатного грузинского рода, меньшевик, офицер и участник Первой мировой войны, который демобилизовался из армии после ранения, а в год рождения Павла Николаевича стал мэром Тбилиси. Мать Павла Николаевича ― Ирина Павловна Иоселиани, в 1914 году закончила Цюрихский университет и была врачом, а в Первую мировую лечила раненых в госпитале. В 1920-е годы семья Иоселиани ездила по разным местам и скрывалась от возможных репрессий.
В 1930-х семья жила в Батуми. Как утверждал сам Иоселиани, плавать он начал благодаря своему старшему брату, который однажды кинул его на глубину. Уже в 1934 он уже выступал на первенстве города Батуми и занял первое место на сотнях вольным стилем и на спине среди спортсменов своей возрастной категории. В 1937 году приехал в Москву для поступления в Школу тренеров, однако к вступительным экзаменам опоздал. Устроился в областной техникум физкультуры в Малаховке.
В 1941 году, после окончания Московского областного техникума физической культуры, был призван в армию, попал в ряды 51-й Отдельной стрелковой бригады. Его дивизия дислоцировалась на Кавказе и участвовала в боях на Клухорском перевале в Абхазии.
После войны заочно поступил на юридической факультет Военной академии в Москве, но вскоре бросил учёбу. Вернулся в Батуми, где начал работать инструктором в местном спортивном комитете. В 1951 году был назначен руководителем водной станции «Пищевик», где смог исполнять тренерские обязанности. Тогда же с ним и начали заниматься будущие чемпионы Игорь Бершанский и Алик Антонян.
В 1959 году переехал в Тбилиси, где стал старшим тренером и директором недавно построенного открытого бассейна. В 1961 году перебрался в Москву и впоследствии там и остался работать: сначала в ДВС в Измайлово, потом в Лужниках. В 1965―1987 гг. был тренером сборной СССР по плаванию.
За годы своей работы подготовил ряд именитых спортсменов: Александр Самсонов, победитель и призёр Всемирной Универсиады-73, чемпионатов СССР, Европы, мира и Олимпийских игр 1972 года, рекордсмен СССР и Европы, прославленный пловец бронзовый призёр XIX Олимпиады в Мехико; Владимир Немшилов, призёр чемпионата Европы и II чемпионата мира; рекордсмен Европы Анатолий Рыбаков; бронзовый призёр XXV Олимпийских игр в эстафете 4×100 м комплексным плаванием Елена Шубина.
Награждён орденом «Отечественной войны» II степени, медалями «За победу над Германией» и «За оборону Кавказа», почётным званием «Заслуженный работник физической культуры РСФСР».
Скончался 14 ноября 2017 года.